# Acca van Hexham

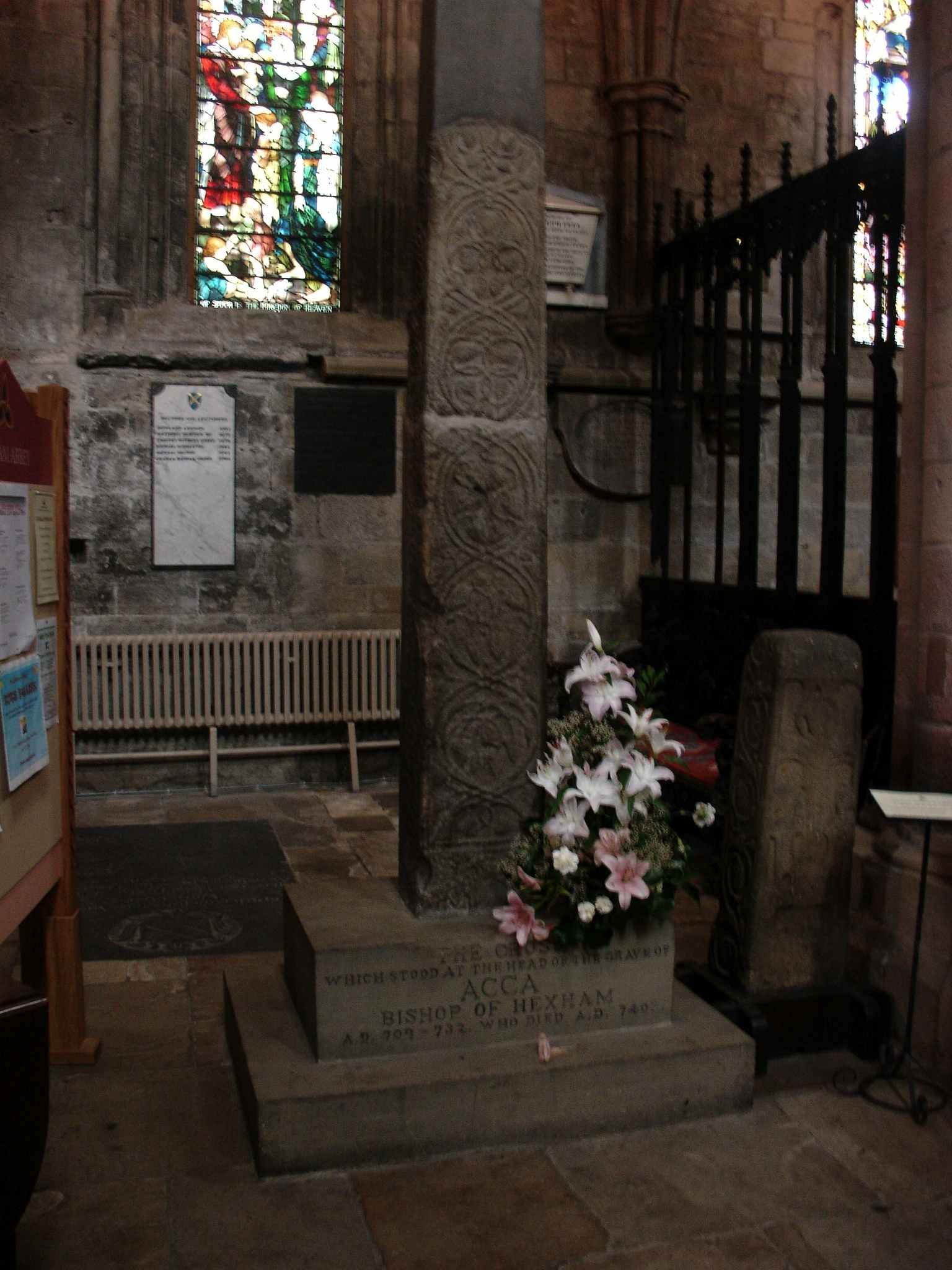
Overblijfsel van het kruis van Acca's graf.

Acca van Hexham (ca. 660 - 740 of 742) was een Engels bisschop uit de 7e en 8e eeuw.
Acca was priester in dienst van Wilfrid van York (mogelijk vanaf 678) en zou deze later opvolgen als bisschop van Hexham. Hij vergrootte en verfraaide het kerkgebouw, dat was gewijd aan de heilige Andreas, hoofdzakelijk om relieken van apostelen en martelaren aan te trekken. Om hun verering te bevorderen bouwde hij altaren, die hij in zijnissen in de wanden van zijn kerk liet aanbrengen. Hij schreef samenvattingen van hun levensverhalen en verzamelde boeken over kerkelijke onderwerpen met de bedoeling er een uitgebreide bibliotheek van te maken.
Acca werd opgevolgd door Alcmundus van Hexham.
Zijn feestdag wordt gevierd op 20 oktober.